# Daemonorops macrophylla
Daemonorops macrophylla är en enhjärtbladig växtart som beskrevs av Odoardo Beccari. Daemonorops macrophylla ingår i släktet Daemonorops och familjen Arecaceae. Inga underarter finns listade i Catalogue of Life.